# Histiòcit
Un histiòcit (de histio, diminutiu d'histò, que significa teixit, i cyte, que significa cèl·lula)) és una cèl·lula que forma part del sistema fagocític mononuclear (també conegut com a sistema reticuloendotelial o sistema limforeticular). El sistema fagocític mononuclear forma part del sistema immunitari de l'organisme. L'histiòcit és un macròfag dels teixits o una cèl·lula dendrítica